# 森谷英俊
森谷 英俊（もりや えいしゅん、1949年- ）は日本の法相宗の僧侶。現在、法相宗大本山興福寺貫首(代表役員)、同寺大聖院住職、山田寺住職。

## 略歴
1949年、神奈川県にて生まれる。1973年に法政大学法学部を卒業する。鎌倉市役所勤務などを経て、31歳で仏門に入る。1988年に興福寺責任役員・執事に就任。1991年に慈恩会堅義加業を成満、塔頭子院の大聖院住職に就任。その後は同寺執事長、副貫首を経て、2019年9月1日、興福寺貫首に就任する。また、2004年から山田寺住職を兼務している。興福寺元貫首の多川俊映と共に長年伽藍の復興・境内整備などに取り組み、講座・講演などでは『維摩経』の講読を長く続けている。

## 共著
- 『寺院と仏像のすべて-鑑賞の手引』（フジタ、1986）
- 『阿修羅を究める』監修 興福寺（小学館、2000）
- 『興福寺のすべて』監修 金子啓明（小学館、2004）
- 『唯識-こころの仏教』編集 楠淳證（自照社出版、2008）
- 『古寺巡礼 奈良 5 興福寺』（淡交社、2010）

## 参考
- 『古寺巡礼 奈良 5 興福寺』（淡交社、2010）
- 奈良・興福寺新貫首が会見「1300年前の姿がずっとある空間を発信したい」- 毎日新聞